# Syda
Il Syda (in russo Сыда?) è un fiume della Siberia meridionale, in Russia, affluente di destra dell'Enisej. Scorre nei rajon Krasnoturanskij e Idrinskij del Territorio di Krasnojarsk.

## Descrizione
Il Syda ha origine dai ghiacciai dei monti Saiani Orientali. La lunghezza del fiume è di 207 km, l'area del bacino è di 4 450 km². La sua portata media annua (a Belojarskoe) è di 25.72 m³/s.
Il fiume sfocia sul lato destro dell'Enisej, in quella che è una delle più profonde insenature del bacino idrico di Krasnojarsk, la baia Syda (залив Сыда), lunga 35 km.
Tra i maggiori affluenti del Syda, ci sono: il Chabyk (da destra) e l'Otrok (da sinistra). Il fiume Uza (Уzа), ex-affluente destro del Syda, ora sfocia direttamente nell'omonima baia.
Lungo il fiume si trova il villaggio di Idrinskoe (Идринское), centro amministrativo dell'Idrinskij rajon. Sulla sponda meridionale della baia si trova Krasnoturansk (Краснотуранск), centro amministrativo dell'omonimo rajon.